# 奥斯卡·凡滕贝里
奥斯卡·凡滕贝里（瑞典語：Oscar Fantenberg，1991年10月7日—），瑞典男子冰球运动员，场上位置是后卫。他曾代表瑞典国家队参加2022年冬季奥林匹克运动会冰球比赛，获得第4名。